# Westpac
Westpac Banking Corporation (oftare Westpac) ASX: WBC, NZX: WBC) är Australiens första bank, och även den äldsta utländska banken kvar i England.

## Historia
Den 8 april 1817 öppnade Bank of New South Wales i Macquarie Place, Sydney (i den australiska delstaten New South Wales) sitt första kontor. Början för bank of New South Wales var svårt och 1821 upptäcktes det att halv av bankens kapital had stulits. Bank of New South Wales växte i samband med guldrushen år 1851 och hade år 1861 37 anläggningar. År 1853 såg Bank of New South Wales öppna ett kontor i London och är idag den äldsta överlevande utländska bank i Storbritannien. Då Bank of New South Wales förvärvade år 1982 Commercial Bank of Australia bytte den namn till Westpac och fortsatte att expandera under 1980-talet. Under 1990-talet med styrelse från Robert Joss förvärvade Westpac tre banker, Challenge Bank Limited i Western Australia (1995), Trust Bank i Nya Zeeland (1996) samt Bank of Melbourne i Victoria (1997). Westpac började 2000-talet som sponsor till olympiska sommarspelen 2000 i Sydney och fortsatte genom att och sälja dess finansbolag Australian Guarantee Corporation Limited till GE Australia. Den 23 augusti 2002 blev Westpac ett publikt bolag. Senare under talet förvärvade Westpac Rothschild Australia Asset Management, delar av BT Financial Group och 51 % av Hastings Funds Management Limited (blev 100 % år 2005). Den 13 maj 2008 annonserade Westpac planer för att förvärva St.George Bank, den 17 november 2008 godkände Federal Court of Australia dessa planer och den 1 december 2008 stod St.George Bank som en del av Westpac.

## Avdelningar
Westpac har 10 avdelningar, de flesta av dessa siktade åt allmänheten men några få är bara interna avdelningar.

Westpac Retail & Business Banking
Denna avdelning är siktad åt privata personer samt små och medelstora företag och har kundtjänst, marknadsföring samt försäljning som uppdrag. Varumärkena Westpac och RAMS används av denna avdelning.
Westpac Institutional Bank
Denna avdelning är siktad åt stora företag samt regeringar, och erbjuder många olika finansiella tjänster.
St.George Bank
Denna avdelning är siktad åt alla slags kunder och har kundtjänst, marknadsföring samt försäljning som uppdrag. Varumärkena St.George och Bank of South Australia (eller bara BankSA) används av denna avdelning.
BT Financial Group Australia
Denna avdelning är siktad åt allmänheten och har förmögenhetsrådgivning som uppdrag. Varumärkena Ascalon, Advance Asset Management, Asgard, BT, BT Investment Management, Licensee Select, Magnitude, BankSA samt Securitor används av denna avdelning.
New Zealand Banking
Denna avdelning är siktad åt såväl privata personer som företag i Nya Zeeland och erbjuder många tjänster, till och med förmögenhetsrådgivning och försäkring. Varumärkena Westpac New Zealand, Westpac Life New Zealand samt BT New Zealand används av denna avdelning.
Pacific Banking
Denna avdelning är siktad åt företag i delar av Oceanien.
Product & Operations
Denna avdelning är ansvarig för att utveckla nya produkter.
Group Treasury
Denna avdelning tar hand om koncernens pengar genom att till exempel hålla räntor låga.
Technology
Denna avdelning tar hand om koncernens teknologi genom att skapa utvecklingsprogram och utföra underhållsarbete.
Core Support
Denna avdelning tar hand om olika delar av koncernen såsom human resources och risk.

### Fotnoter
1. 1 2 3 4 5  Westpac. ”The Westpac Group - Annual Report 2010” (på engelska). http://www.westpac.com.au/docs/pdf/aw/ic/WBC2010_Annual_Report_ASX.pdf. Läst 31 augusti 2011.
2. 1 2  Trove, NLA Trove-ID: 472388.[källa från Wikidata]
3. 1 2 3 4 5 6 7 8 9 10 11 12  Westpac. ”About Us” (på engelska). Arkiverad från originalet den 21 augusti 2011. https://web.archive.org/web/20110821184449/http://www.westpac.com.au/about-westpac/the-westpac-group/company-overview/about-us/. Läst 31 augusti 2011.
4. 1 2  Westpac. ”Westpac in the United Kingdom” (på engelska). http://www.westpac.com.au/about-westpac/global-locations/westpac-uk/. Läst 31 augusti 2011.
5. 1 2 3 4 5 6  Westpac. ”Our history” (på engelska). Arkiverad från originalet den 22 april 2010. https://web.archive.org/web/20100422205743/http://www.westpac.com.au/about-westpac/the-westpac-group/company-overview/our-history. Läst 31 augusti 2011.